# Franz Wehofsich
Franz Wehofsich es un deportista alemán que compitió para la RFA en vela en la clase Star. Ganó una medalla de bronce en el Campeonato Mundial de Star de 1977.

## Palmarés internacional
| Campeonato Mundial | Campeonato Mundial | Campeonato Mundial | Campeonato Mundial |
| Año                | Lugar              | Medalla            | Clase              |
| ------------------ | ------------------ | ------------------ | ------------------ |
| 1977               | Kiel (RFA)         | Medalla de bronce  | Star               |